# مت داهرتی (بازیکن فوتبال، زاده ۱۹۹۲)
متیو جیمز دوهرتی (انگلیسی: Matthew James Doherty؛ زادهٔ ۱۶ ژانویهٔ ۱۹۹۲) بازیکن فوتبال اهل جمهوری ایرلند است که به صورت قرضی برای باشگاه اتلتیکومادرید بازی می‌کند.
وی همچنین در تیم ملی فوتبال جمهوری ایرلند بازی کرده‌است.